# Synagoga Friedlandera we Wrocławiu (ul. Nowy Świat 20)
Synagoga Friedlandera we Wrocławiu – nieistniejąca prywatna synagoga, która znajdowała się we Wrocławiu, przy ulicy Nowy Świat 20.
Synagoga została założona w połowie lat 60. XIX wieku, z inicjatywy i funduszy Friedlandera. Została przeniesiona ze starej siedziby mieszczącej się przy ulicy Nowy Świat 38. W 1879 roku synagoga została zlikwidowana.